# Poznań Hussars
Poznań Hussars – najstarszy w Polsce klub lacrosse z siedzibą w Poznaniu, założony 20 grudnia 2007 roku;

## Historia
- 11 sierpnia 2007 – wizyta w Poznaniu Prezesa Europejskiej Federacji Lacrosse (ELF), Petera Mundy, który poprowadził wykład na temat historii, zasad oraz przyszłości tego sportu w Polsce i Europie;
- 20 grudnia 2007 powstał pierwszy w Polsce klub lacrosse Poznań Hussars, założony przez grupę studentów Akademii Ekonomicznej w Poznaniu;
- 17 kwietnia 2008 odbył się pierwszy oficjalny mecz lacrosse z udziałem polskich drużyn, Kosynierów Wrocław[1] oraz Poznań Hussars zakończony remisem 5:5[2];
- Zajęcie przez Hussars III miejsca w międzynarodowym turnieju box lacrosse, który odbył się 12 października 2008 w czeskiej Pradze;
- 28 marca 2009 – zajęcie I miejsca w I Polskim Turnieju Lacrosse w Warszawie po dwóch zwycięskich meczach, z Kosynierami Wrocław (10:3) oraz z Gromem Warszawa (6:2);
- W dniach 2 i 3 maja 2009 Klub Sportowy Poznań Hussars był organizatorem pierwszego w Polsce Międzynarodowego Turnieju Lacrosse – Poznań Open 2009, w którym zajął III miejsce. Udział w turnieju wzięły drużyny Cottbus Cannibals, Grom Warszawa oraz Kosynierzy Wrocław;
- Na zorganizowanej w Warszawie w dniach 9-11 listopada 2009 selekcji do kadry narodowej dziewięciu zawodników Poznań Hussars zostało wybranymi reprezentantami Polski;
- 17 grudnia 2009 w Klubie Sportowym Poznań Hussars utworzono sekcję damską lacrosse, której przewodnictwo objęła Miłka Matkowska;
- 17 kwietnia 2011 Grom Warszawa wygrał z Kosynierami Wrocław (7:4), co dało Husarzom pierwsze historyczne zwycięstwo w Polskiej Lidze Lacrosse, po wygranej dzień wcześniej z Dragons Kraków (27:2);
- 26 maja 2012 Hussars notując siedem zwycięstw w ośmiu spotkaniach kończą sezon ligowy na drugim miejscu;
- W dniach 28 - 30 września 2012 zawodnicy Poznań Hussars wygrali turniej Nursery Merceneries rozgrywany w Belgradzie;
- 6 kwietnia 2013 zwycięstwem 4:3 nad drużyną z Oświęcimiem zawodnicy Poznań Hussars kończą kolejny sezon PLL. Piąte miejsce zamyka jednak drogę do fazy Playoff;
- W dniach 16 i 17 listopada odbyło się zgrupowanie Polskiej Reprezentacji Lacrosse, podczas którego wyłoniono kadrę na Mistrzostwa Świata Lacrosse 2014. W jej szeregach znalazło się dwóch zawodników Poznań Hussars.
- W dniach 18 - 20 kwietnia 2014 zespół Poznań Hussars ponownie zawitał do Belgradu na turniej organizowany przez serbską drużynę Belgrade Zombies - Zombies Cup 2014. Hussars zajęli pierwsze miejsce nie przegrywając żadnego spotkania[3];
- 14 czerwca 2014 Hussars zajęli trzecie miejsce w rozgrywkach PLL pokonując zespół Kraków Kings 9:6[4].

## Zawodnicy Poznań Hussars
Bramkarze
- / Jerry Winiarek
- Jan Klinger

Obrońcy
- Krzysztof Hamrol
- Grzegorz Irla
- Kacper Jankowski
- Samuel Nowak
- Radosław Tonak

Pomocnicy
- Jędrzej Bagiński
- Kajetan Baryła
- Radosław Banasz
- Piotr Majorczyk
- Jakub Stanek
- Aleksy Szymkiewicz
- Maurycy Mierkiewicz

Napastnicy
- Leszek Korda
- Mateusz Gajda
- Błażej Jankowski
- Jakub Stanek

## Zawodniczki Poznań Hussars Ladies
- Ewa Ciża
- Anna Dettlaff
- Marta Dziekańska
- Miłka Matkowska
- Iga Sobolewska
- Kasia Spychała
- Aleksandra Sulska
- Monika Szczepankiewicz
- Sandra Szostak
- Anna Tomaszewska
- Anna Amelia Tomaszewska
- Aleksandra Wilk
- Magdalena Wójkiewicz
- Kasia Nowakowska

## Poznań Open
Poznań Open to międzynarodowy turniej lacrosse organizowany przez KS Poznań Hussars. W założeniach jest to impreza o charakterze cyklicznym, do udziału w której zapraszane są zespoły polskie i zagraniczne. W pierwszej edycji Poznań Open, która odbyła się w dniach 2 i 3 maja 2009 wzięły udział cztery drużyny: Cottbus Cannibals, Grom Warszawa, Kosynierzy Wrocław oraz gospodarz – Poznań Hussars;

### Poznań Open 2009 – wyniki
- Poznań Hussars – Cottbus Canibals 5:6
- Grom Warszawa – Kosynierzy Wrocław 1:10
- Kosynierzy Wrocław – Poznań Hussars 4:4
- Cottbus Canibals – Grom Warszawa 14:1
- Grom Warszawa – Poznań Hussars 1:8
- Kosynierzy Wrocław – Cottbus Canibals 2:0

### Tabela końcowa
| Miejsce | Drużyna                                | Punkty | Bramki zdobyte | Bramki stracone |
| ------- | -------------------------------------- | ------ | -------------- | --------------- |
| 1       | {Kosynierzy Wrocław}Kosynierzy Wrocław | 7      | 16             | 5               |
| 2       | Cottbus Canibals                       | 6      | 20             | 8               |
| 3       | Poznań Hussars                         | 4      | 17             | 11              |
| 4       | Grom Warszawa                          | 0      | 3              | 32              |

### Poznań Open 2010 – wyniki
24 kwietnia 2010
- Poznań Hussars – Grom Warszawa 6:1
- Poznań Hussars – Kosynierzy Wrocław 3:1
- Kosynierzy Wrocław – Grom Warszawa 13:2

25 kwietnia 2010
- Kosynierzy Wrocław – Grom Warszawa 5:0
- Poznań Hussars – Grom Warszawa 11:5
- Poznań Hussars – Kosynierzy Wrocław 2:2

### Tabela końcowa
| Miejsce | Drużyna            | Punkty | Bramki zdobyte | Bramki stracone |
| ------- | ------------------ | ------ | -------------- | --------------- |
| 1       | Poznań Hussars     | 10     | 22             | 9               |
| 2       | Kosynierzy Wrocław | 7      | 21             | 5               |
| 3       | Grom Warszawa      | 0      | 8              | 35              |